# Brokstare
För fågelsläktet Streptocitta, se skatstarar.
Brokstare (Speculipastor bicolor) är en fågel i familjen starar inom ordningen tättingar.

## Utseende och läte
Brokstaren är en säregen och distinkt stare med mörk ovansida och ljus undersida. Hanen är blåsvart ovan, honan mörkgrå. Båda könen har orangefärgade ögon och vita fläckar på vingarna som är tydliga i flykten. Sången består av en sammanhängande serie med gnissliga toner och visslingar. Vanligaste lätet är ett hårt "chek".

## Utbredning och systematik
Fågeln förekommer i Sudan, södra Etiopien, Somalia, nordost Uganda, Kenya och Tanzania. Den placeras som enda art i släktet Speculipastor. 

## Levnadssätt
Fågeln hittas i torr törnsavann, törnbuskmarker och skogslandskap. Den ses ofta i flockar som kan vandra oregelbundet kring.

## Status
Arten har ett stort utbredningsområde och internationella naturvårdsunionen IUCN kategoriserar arten som livskraftig. Beståndsutvecklingen är dock oklar.